# Pont de Merihaka
Le pont de Merihaka (en finnois : Merihaansilta) est un pont du quartier de Sörnäinen dans l'ouest d'Helsinki en Finlande.

## Description
Le pont de Merihaka est un pont de tramway et de circulation douce en construction.
Il fait partie du projet Kruunusillat avec Finkensilta et Kruunuvuorensilta.
Le pont de Merihaka reliera Nihti à Merihaka.
Le trafic du tramway devrait commencer en 2027, mais jusqu'à présent, il n'est pas certain qu'il puisse être ouvert plus tôt à la circulation douce.
La construction a commencé environ un an plus tard que Finkensilta et Kruunuvuorensilta, car le calendrier d'achèvement de Merihaansilta est lié à la fin des opérations à la centrale électrique de Hanasaari.
La longueur du pont sera de 422 mètres.
La hauteur prévue du passage sous le pont de 2,5 mètres rend le pont assez bas.
Le pont de Merihaka est un ouvrage en béton armé qui a été décrit comme ressemblant à une jetée.
Le pont sera doté de deux voies de tramway, de deux trottoirs et d'une piste cyclable à double sens.
La largeur du trottoir en bordure nord est de 2,5 mètres et en bordure sud la largeur varie entre 2,5 et 3,5 mètres. La piste cyclable est de 4 mètres de large sur le bord sud.
Aucune circulation motorisée ne sera autorisée sur le pont, sauf pour les véhicules d'urgence qui pourront l'utiliser pour des missions de sauvetage.